# Struktura organizacyjna Armii Krajowej

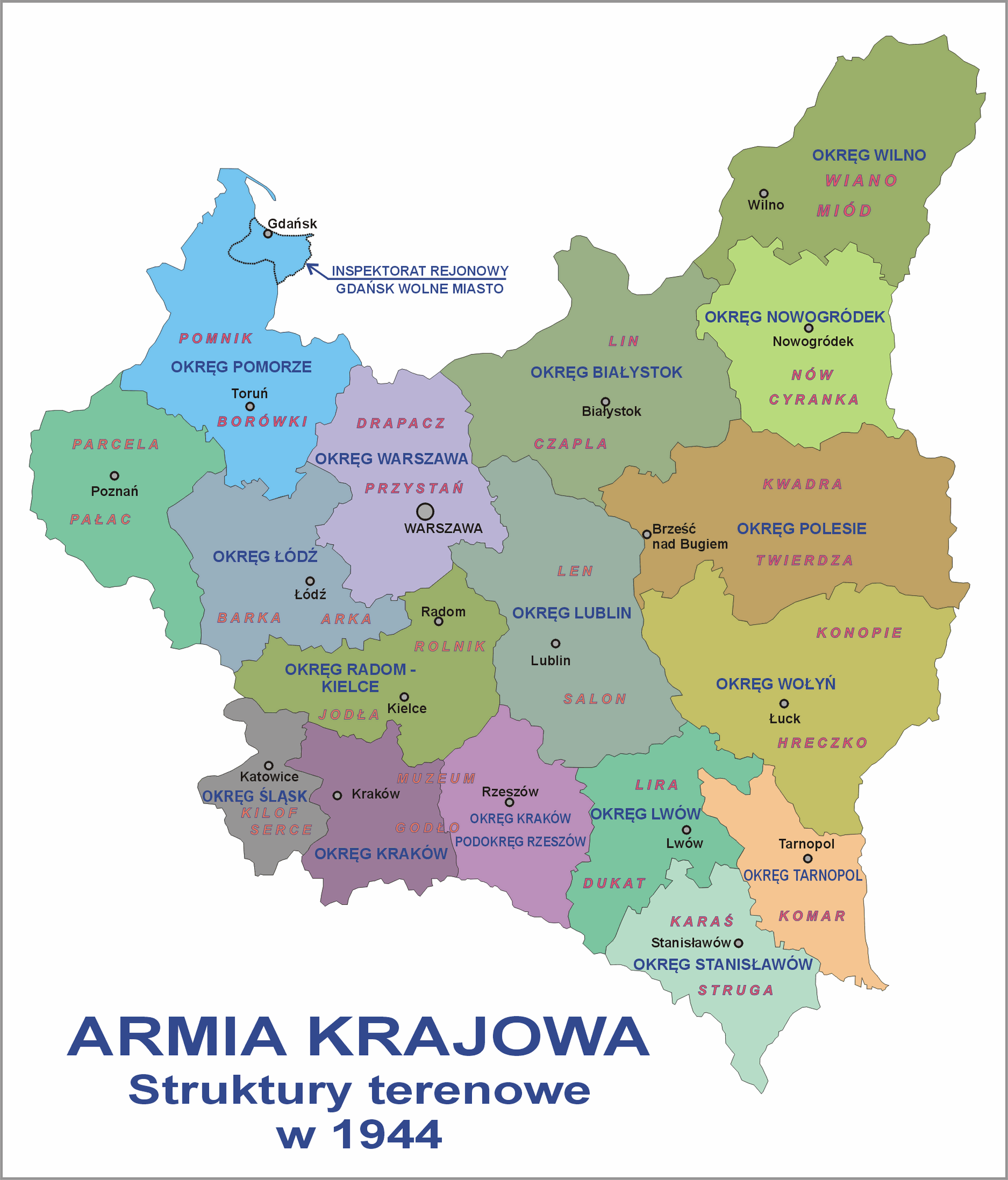
Struktury terenowe Armii Krajowej w 1944

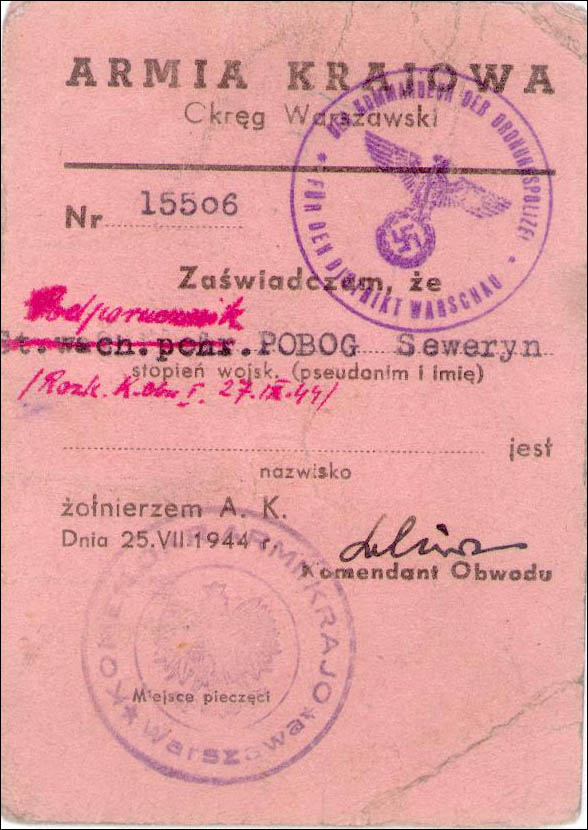
Legitymacja członkowska z Okręgu Warszawskiego

Jako odrębną jednostkę utworzono w styczniu 1943 Kedyw, przeprowadzający akcje dywersyjne i specjalne.
W momencie maksymalnej zdolności bojowej (lato 1943) siły Armii Krajowej liczyły ok. 380 tys. osób, w tym 10 tys. oficerów. Kadrę oficerską sprzed wojny uzupełniano absolwentami tajnych kursów oraz przerzucanymi do kraju cichociemnymi.
Armia Krajowa zaopatrywała się w sprzęt na drodze akcji bojowych (wyposażenie niemieckie), alianckich zrzutów oraz własnej produkcji.
Straty w walce: około 100 tys. poległych, 50 tys. wywiezionych do ZSRR i uwięzionych.
Po zakończeniu wojny część akowców odmówiła dokonania demobilizacji i kontynuowała walkę w ramach Delegatury Sił Zbrojnych, Ruchu Oporu Armii Krajowej, Zrzeszenia Wolność i Niezawisłość, Konspiracyjnego Wojska Polskiego, Narodowej Organizacji Wojskowej, Narodowych Sił Zbrojnych, Wielkopolskiej Samodzielnej Grupy Operacyjnej „Warta” i innych.
Masowe prześladowania członków tych organizacji, określanych w późniejszym okresie również jako żołnierzy wyklętych, trwały przez cały okres stalinowski.
Armia Krajowa miała też struktury na Węgrzech i w Berlinie oraz łączniczkę w Résistance.
Po upadku powstania warszawskiego – 5 października 1944, siedziba kwatery Komendy Głównej AK przeniesiona została do Częstochowy, 19 stycznia 1945 ostatni komendant AK gen. Leopold Okulicki ps. „Niedźwiadek”, wydał rozkaz zwalniający żołnierzy AK ze złożonej przysięgi wojskowej.
Organizacja terenowa dzieliła się na obszary (białostocki, lwowski, warszawski prawo- i lewobrzeżny oraz zachodni), oraz samodzielne okręgi dla większych miast. Mniejszymi jednostkami były podokręgi, inspektoraty i obwody.

## Struktura AK początku 1944 roku
- Komenda Główna Armii Krajowej

- Obszar Warszawski AK kryptonim: „Cegielnia”, „Woda”, „Rzeka”
  - Podokręg Wschodni AK kryptonim: „Struga”, „Krynica”, „Gorzelnia”
  - Podokręg Zachodni AK kryptonim: „Hallerowo”, „Hajduki”, „Cukrownia”
  - Podokręg Północny AK kryptonim: „Olsztyn”, „Tuchola”, „Królewiec”, „Garbarnia”

- Obszar Południowo-Wschodni kryptonim: „Lux”, „Lutnia”, „Orzech”
  - Okręg Lwów AK kryptonim: „Dukat”, „Lira”, „Promień”
    - Obwód Lwów Zachód AK
    - Obwód Lwów Wschód AK

  - Okręg Stanisławów AK kryptonim: „Karaś”, „Struga”, „Światła”
  - Okręg Tarnopol AK kryptonim: „Komar”, „Tarcza”, „Ton”

- Obszar Zachodni AK kryptonim: „Zamek”
  - Okręg Pomorze (Toruń) AK kryptonim: „Borówki”, „Pomnik”
  - Okręg Poznań AK kryptonim: „Pałac”, „Parcela”

- Okręg Wilno AK kryptonim „Miód”, „Wiano”
  - Podokręg Litwa Kowieńska
- Okręg Nowogródek AK kryptonim: „Cyranka”, „Nów”
- Okręg Warszawa AK kryptonim: „Drapacz” „Przystań” „Wydra” „Prom”
- Okręg Polesie AK kryptonim: „Kwadra”, „Twierdza”, „Żuraw”
- Okręg Wołyń AK kryptonim: „Hreczka”, „Konopie”
- Okręg Białystok AK kryptonim: „Lin”, „Czapla”, „Pełnia”, „Sarna”
- Okręg Lublin AK kryptonim: „Len”, „Salon”, „Żyto”, „Orbis”, „Bank Handlowy”, „Spółdzielnia Rolnicza”, „Monopol”
- Okręg Kraków AK kryptonim: „Gobelin”, „Godło”, „Muzeum”
- Okręg Śląsk AK kryptonim: „Kilof”, „Komin”, „Kuźnia, „Serce”
- Okręg Radom-Kielce AK kryptonim: „Jodła”, „Rolnik”
- Okręg Łódź AK kryptonim: „Arka”, „Kreton”, „Barka”, „Łania”